# Lennart Sacrédeus
Lennart Sacrédeus (tidigare Håkansson), född 17 juni 1957 i Ronneby, Blekinge län, är en svensk politiker (kristdemokrat), gymnasielärare och journalist. Han var Europaparlamentariker 1999–2004 och riksdagsledamot 2006–2010. Han satt i Kristdemokraternas partistyrelse 1986–2004. Han har gjort sig känd för värdekonservatism. Sedan kommunvalet 2018 är han kommunfullmäktiges ordförande i Mora kommun.

## Biografi
Lennart Sacrédeus är född i ett prästhem i Ronneby i Blekinge län och uppväxt i Torsås i Kalmar län. Som ung var han medlem i Centerpartiets ungdomsförbund. Efter universitetsstudier i Lund och på Lärarhögskolan i Malmö är han sedan 1984 boende i Mora i Dalarna. Han är gift med Birgitta Sacrédeus och tillsammans har de tre barn.
Lennart Sacrédeus är utbildad gymnasielärare i samhällskunskap, historia och religion. När han reste i Östeuropa under 1980-talet tog han intryck av kommunistdiktaturernas ateism och förtryck av bland annat troende kristna, och inspirerades till att verka för spridningen av demokratiska ideal, mänskliga rättigheter och särskilt religionsfrihet.[källa behövs]
Sacrédeus är aktiv i Svenska kyrkan. Han verkade som ledamot i Riksförbundets Kyrkans Ungdoms förbundsstyrelse 1981–1985 (en tid som ordförande i dess internationella utskott) samt ledamot av Kyrkomötet och Kyrkostyrelsen sedan 2005 för nomineringsgruppen Kristdemokrater i Svenska kyrkan, KR.
I valet 2018 var Sacrédeus en av Kristdemokraterna i Dalarnas toppkandidater till riksdagen. Då Lars Adaktusson blev invald från Dalarnas läns valkrets blev Sacrédeus förste ersättare i riksdagen.

## Politisk gärning
Sacrédeus har varit vice kommunalråd i Mora. I Länsstyrelsens styrelse i Dalarna var han engagerad i dess beslut 1995 att föreslå ett namnbyte, året senare stadfäst av regeringen, när Kopparbergs län ändrades till Dalarnas län.
Inom europapolitiken är Lennart Sacrédeus en varm anhängare av gemenskapentanken i EG-projektet, men skeptisk till det unionsbygge av EU som inleddes med Maastrichtfördraget 1992. Han röstade därför nej i folkomröstningen om det svenska medlemskapet 1994 samt till euroanslutning 2003. I sitt arbete i Europaparlamentets konstitutionsutskott, socialutskott samt utrikes-, försvars- och människorättsutskott strävade han efter att få unionen att förstå nödvändigheten av en bättre folklig förankring. Han hade inriktningen att EU ska koncentrera sitt arbete till de gränsöverskridande frågorna och är kritisk till en överstatlighet som skulle innebär att medlemsstaterna avstår självständighet när det gäller social-, välfärdspolitik och skattepolitik. Han har kallat sig EU-minimalist.
På Kristdemokraternas riksting 1996 och under partiets arbete med det medicinskt-etiska handlingsprogrammet 1997 motionerade Sacrédeus om att den abortlagstiftning som socialdemokraterna SPD och kristdemokraterna CDU och CSU infört i Tyskland skulle introduceras även i Sverige. Denna innebär, enligt egen utsago, en 12-veckorsgräns för laglig abort och en obligatorisk, värdeorienterad och stödjande rådgivning för ett par eller en kvinna som vill genomgå en abort.
Inför riksdagsvalet 2022 kritiserades han, bland annat av sitt eget parti, för sin personvalskampanj, där han vill minska antalet aborter genom att fler låter barnet födas och sedan adopterar bort det. Kort därefter meddelade Sacrédeus att han drar tillbaka sin kandidatur till riksdagsvalet 2022, detta då hans kontroversiella ståndpunkt i frågan enligt egen utsago "tagit fokus från övrig kristdemokratisk politik".
Sacrédeus har också gjort sig känd som stark motståndare till samkönade äktenskap, och gjort vissa uttalanden i frågan, såsom att tillåtandet av homoäktenskap i förlängningen kan leda till att månggifte eller äktenskap med barn eller djur tolereras, vilket också ska ha skapat konflikt mellan Sacrédeus och partiledningen.